# SPARC
SPARC (angleško Scalable Processor ARChitecture) je mikroprocesorska arhitektura RISC narejena leta 1985 v SUN Microsystems. Računalniki Sparc so uporabljali Sunov sistem, SunOS oz. Solaris, drugi operacijski sistemi pa so: Nextstep, Rtems, FreeBSD, OpenBSD, NetBSD in GNU/Linux.